# Im Reich der Amazonen
Im Reich der Amazonen (Originaltitel: Amazons) ist ein argentinischer Fantasyfilm aus dem Jahr 1986. Regie führte Alejandro Sessa.

## Handlung
Die Amazone Dyala will ihr Volk mit Hilfe des mystischen, heiligen Schwertes von Azundati vor dem herrschsüchtigen Magier Kalungo retten. Auf der Suche nach diesem mächtigen Artefakt begegnen ihr und ihrer Konkurrentin Tashi, die sich trotz anfänglicher Feindschaft als Gefährtin für dieses schwierige Unterfangen anschließt, zahlreiche Gefahren, die beide mit ihren Kampfkünsten meistern müssen.
Am Ende können sie gemeinsam Kalungo besiegen und das Volk der Amazonen befreien.

## Hintergrund
Drehort war Buenos Aires, Argentinien. In Deutschland wurde der Film erstmals im März 1987 auf Video veröffentlicht.

## Kritiken
„Ein ebenso krudes wie simples Fantasy-Abenteuer, das sich lediglich für einige Grausamkeiten und die unverhohlen sexistisch ausgestellten körperlichen Reize der Hauptdarstellerinnen interessiert“, urteilte das Lexikon des internationalen Films.
Der Film wurde am 29. September 2023 auf Tele 5 als Teil des Sendeformats Die schlechtesten Filme aller Zeiten ausgestrahlt.